# 青年日報
《青年日報》（英語：Youth Daily News）為中華民國國防部發行的軍事專業中文機關報。其前身為國防部總政治部創辦的四開一張小型報《青年戰士報》（Youth Warrior Daily），1957年開放社會大眾訂閱，1984年易名為《青年日報》。在創刊後逐年擴版，在開放報禁後最終擴版為四大張報紙。其為具有國軍背景的報紙，除了報導一般性新聞之外，並負有向國軍部隊官兵宣教的任務。2007年由綜合性報導型態轉型為專注於國防及軍事領域相關的報紙，提供社會大眾與國軍官兵各類國防資訊。
《青年日報》在平時主要目的，是宣揚中華民國國防部政令相關宣傳及國防施政文宣；戰事發生時，會配合國軍派遣戰地記者並編印戰地快報，對外敵展開文宣心理戰，對內展開部隊心理防禦。該報是目前中華民國唯一國營報紙。

## 歷史沿革

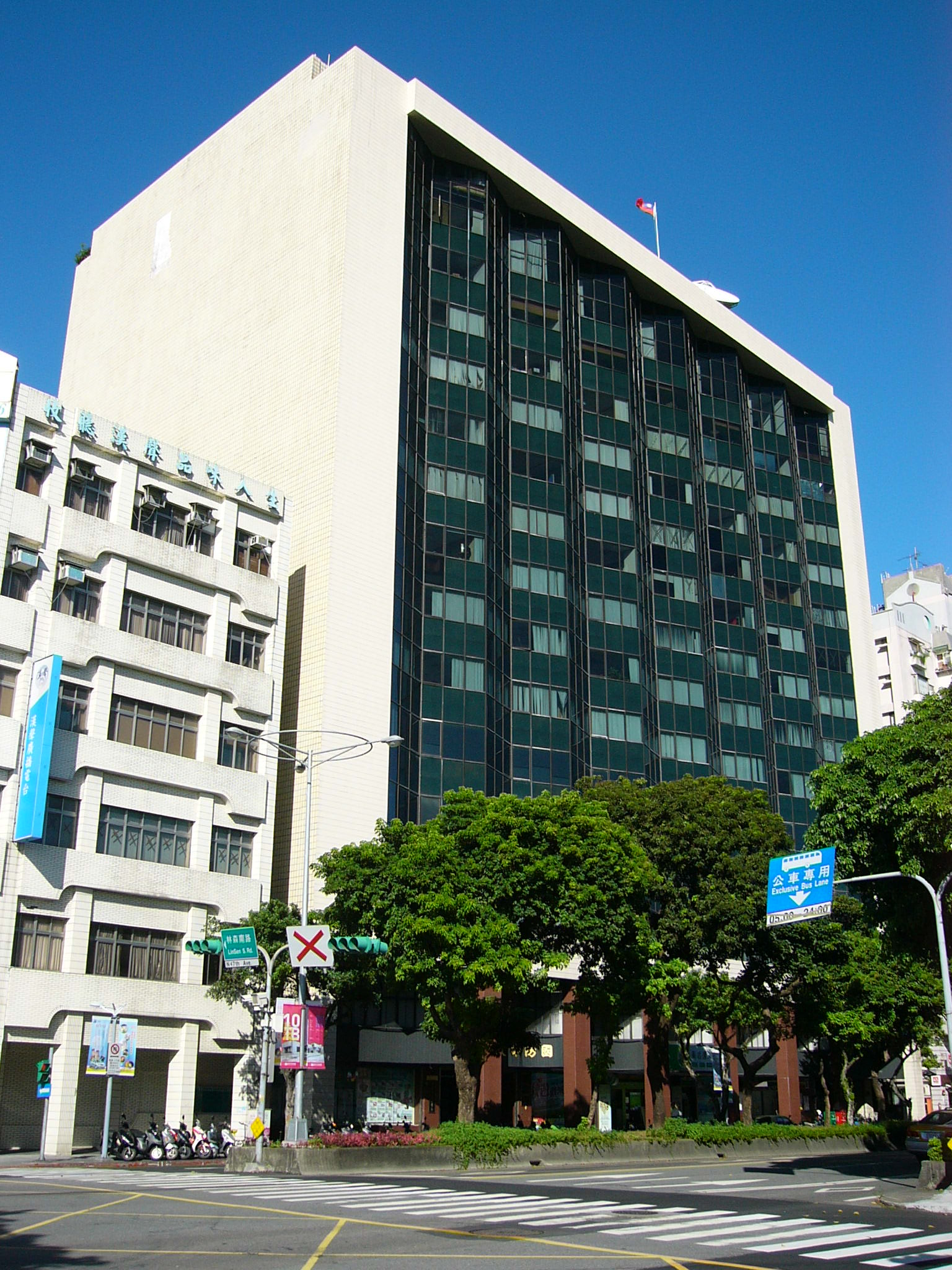
青年日報社總社所在的國防部文化營區

1952年，國防部總政治部（今國防部政治作戰局）為了加強國軍部隊官兵精神思想、鼓舞軍心與提振士氣，經半年的準備與籌畫，於該年10月10日創辦《青年戰士報》（Youth Warrior Daily）；當時《青年戰士報》篇幅僅為四開一張的鉛字印刷小型報，借用臺北市中山堂側房舍辦公，在臺北車站後站商圈「興台印刷廠」進行編排，委託《台灣新生報》印報，僅對國軍部隊及中國青年救國團發刊。
1955年7月7日，《青年戰士報》印刷廠落成，開始自力印報。
1957年1月1日，《青年戰士報》首次擴版為對開一張的大型報，並且正式對社會大眾發刊。
1958年3月11日，《青年戰士報》再度擴版為對開一張半，同時也開設地方分社。
1967年1月1日，《青年戰士報》第三度擴版，擴版為對開兩大張。
1971年10月10日，《青年戰士報》創刊19週年及新廈落成，總社由台北市重慶南路遷入台北市信義路一段「國防部文化營區」（簡稱「文化大樓」），同時實施「社（報社）廠（印刷廠）合併」與啟用新購的高斯國際（Goss International）彩色印刷機。《青年戰士報》社廠合併前，總社設於台北市重慶南路一段49號，編輯部與印刷廠設於台北縣中和鄉秀朗路23號。
1973年1月起，《青年戰士報》除每日發行報紙兩大張外，並於每週六隨報附送「星期雜誌」。
1975年2月16日，《青年戰士報》第五度擴版，擴版為三大張。
1984年10月10日，為擴大文宣成效，《青年戰士報》奉令更名為《青年日報》，並且擴大服務至社會及學校的青年。
1988年1月1日，蔣經國政府解除報禁，行政院新聞局不再限制報紙出版張數，於是《青年日報》擴版為四大張。
1991年，《青年日報》作業模式改為電腦排版，並大幅擴充印刷設施。
1997年7月1日，青年日報社納編行政院新聞局下屬出版社「新中國出版社」，成為具有同時發行報紙及出版書籍刊物能力之國軍文宣單位。
1998年7月，配合國軍精實案，新中國出版社被青年日報社合併且改制為「青年日報社出版部」，繼續發行《吾愛吾家》、《奮鬥月刊》、《勝利之光》等期刊。
1999年9月29日至10月20日，配合九二一大地震災後重建工作，青年日報社與行政院新聞局共同發行《重建快報》共22號，向民眾宣導行政院災後重建的政策與措施，是唯一在災區發行的報紙。
2001年1月1日，配合陳水扁政府推動國防施政公開化及透明化，《青年日報》開闢「軍事專刊」，強化政策說明與溝通。
2003年3月，國防部總政治作戰局規劃新聞網站《軍事新聞網》開站，當時納入《青年日報》新聞、軍聞社軍事新聞、中華電視公司《莒光園地》影音收視、中山科學研究院《智權通報》，供讀者瀏覽。
2007年，《青年日報》配合中華民國國軍的軍隊國家化及行政中立的立場，除了積極於全民國防教育文宣推廣，並將內容大幅改版，原本是各類新聞兼容並蓄的「綜合報紙」型態全面轉型為「國防軍事專業報」，轉為專注國家安全及軍事專業領域相關報導，以提供國軍部隊官兵、社會大眾各類國防資訊，並全力推展全民國防宣教工作。同年，《軍事新聞網》由國防部總政治作戰局進行改版作業，網站資料主要以《青年日報》新聞、《莒光園地》影音收視為主，網頁雜誌內容增加《吾愛吾家》及《勝利之光》。
2008年，《青年日報》改為雙面彩色印刷。
2009年4月，《軍事新聞網》移交青年日報社維運，國防部總政治作戰局將軍聞社製作的《莒光園地》歷年影片存檔交由青年日報社刊登於《青年日報》網站。
2011年10月20日，《軍事新聞網》由青年日報社設計改版，經國防部總政治作戰局審查（網頁雜誌內容增加《奮鬥月刊》），由國防部總政治作戰局文教處處長池玉蘭少將主持啟用典禮。
2014年4月，青年日報社推展社群網路營運，除《軍事新聞網》外，成立《青年日報》臉書粉絲專頁及Flickr網路相簿，配合國軍戰備訓練及全民國防等活動，提供即時軍事新聞。
2017年4月，《青年日報》改版為每日出刊二大張、八開、27吋小型報版面，改版後版面更活潑、知性，為軍事專業報；版別包括要聞、軍事焦點、寰宇安全、軍視界、專欄、樂在生活、藝文、體育、影劇及副刊等新聞版面，「質」的部分刊登在紙本，「量」的部分刊登在即時新聞。
2018年1月1日，《勝利之光》併入《吾愛吾家》，《吾愛吾家》成為雙月刊。
2018年3月，青年日報社成立軍事文創網路商店「青報小站」。
2019年6月11日，青年日報社舉辦、國防部政治作戰局局長黃開森中將主持「青年日報六色數位印刷機發表會」，宣告《青年日報》邁入數位印刷。
2020年10月12日，國防部令頒《青年日報社文創業務實施作法》，青年日報社據此提供友軍單位所需之委製印刷及客製化文創品等項目。
2021年1月1日，青報小站更名為「青文創」重新開張。青年日報社複合材質印刷組組長吳迪少校是青文創的靈魂人物，專責執行各類軍事文創品開發與設計，是國軍唯一客製化商品部門的負責人。

## 新聞版面

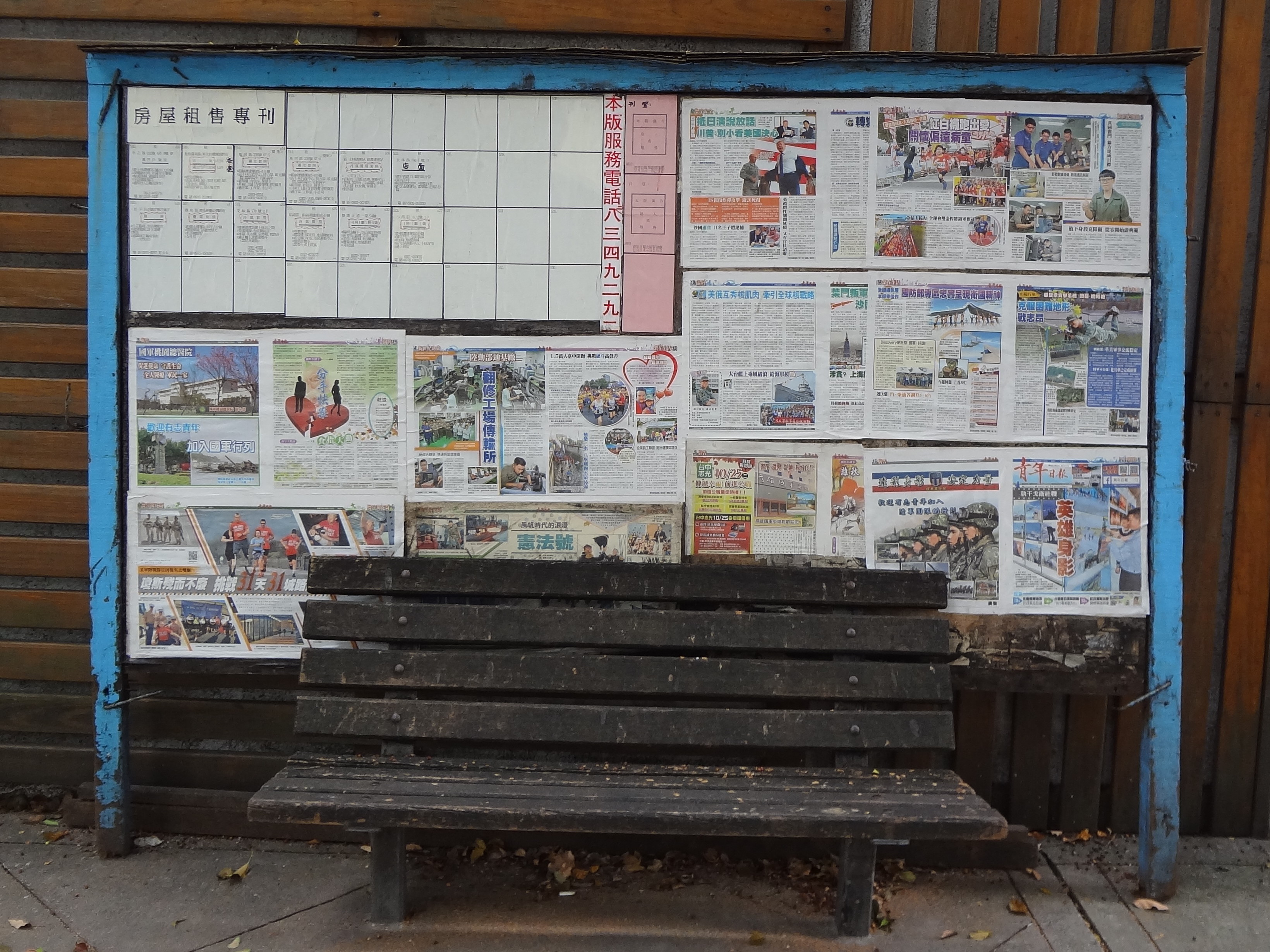
青年日報社北區管理處公布欄免費提供閱覽《青年日報》當日內容，同時提供房屋租售與求才廣告。

每日出刊二大張、八開、27吋小型報版面，改版後版面更活潑、知性，為軍事專業報；版別包括要聞、軍事焦點、寰宇安全、軍視界、專欄、樂在生活、藝文、體育、影劇及副刊等新聞版面，質的部分刊登在紙本，量的部分刊登在即時新聞，能迅速掌握國內外大事，並有好用的App下載，另外開發國軍專屬軍事文創平台「青文創」，以及臉書、lG、Twitter等11個數位平台，搭配文宣推廣全民國防，提供讀者多元的新聞資訊。

## 編版風格
青年日報的風格以主要報導軍事、青年、藝文教育等方面新聞與嚴守中立為特色，並配合中華民國政府政令相關宣傳及國防施政文宣，且對於正面性與光明面方面的新聞會大篇幅報導，並以「媒體的清流、軍民的橋樑、青年的朋友」為自詡。

## 外部連結
- 官方网站
- 青年日報的Facebook專頁
- 青年日報在Flickr上的页面（繁體中文）
- 國防部政治作戰局 （繁體中文）